# CA集團
CA集團（日語：株式会社シーエー），是日本最大的成人視訊製造商，總部設在東京都港區。又被稱作「アウトビジョン」（Outvision）。日本大型電子商務網站「DMM.com」也是集團旗下公司之一。創辦人為現任「DMM」會長龜山敬司。

## 概要
CA集團的直營品牌管理和製造商事務主要是由「Outvision Group」組成。該集團跟SOD同樣屬於日本最大型的成人影片公司。
公司總部的註冊地址本來位在東京都目黑區中目黒三丁目16番-7號Ever Green花園3A。2009年10月1日，轉移註冊到東京都港區六本木三丁目15番-20號武原大樓2樓現址。
而之前設立在花園廣場的辦事處，現在也轉移到了六本木武原大樓新址。
除了內部和外部製造商之外，還有影像內容的寬頻分佈及線上DVD出租。例如：由集團旗下公司DMM負責營運執行的同名電子商務網站「DMM.com」，而DMM.com實驗室也開始拓展網路業務經營。另一家公司GOT株式會社，負責發行雑誌「月刊DMM」、「Bejean」及寫真影片發行與製作，與集團有企業合作關係。

## 歷史

### 公司成立初期
1990年3月，龜山敬司成立「北都集團」（HOKUTO Corporation）。起初的總部設在石川縣加賀市，主要為一個發行成人影片為主的製造商，並計畫加盟為「日本視訊倫理協會」的會員。那時候的發行模式一個月大約是8部影片，當時已經是最常見的AV片商。日本漫畫家前田俊夫的十八禁漫畫作品《超神傳說童子》其相關的諧仿作品《超妖魔傳說童子》（超妖魔伝説 うらつき童子）系列（中野貴雄監督、1994年）也在歐洲發行並在當時造成了話題。
1994年，公司總部的營運從石川縣撤出，另外在東京設立新事業據點，開始拓展了綜合銷售部門「Outvision」的業務。1997年，脫離日本視訊倫理協會。這讓公司從此開始每個月有大量的的作品發行，從1997年時的每個月20部影片的發行數量，到了2000年已達成每個月200部影片的里程碑。由於不在商品封面標示公司名稱的產品策略，已經出售的商品並沒辦法打響品牌名號。由於北都集團的業務拓展路線，是藉由外包生產和利用大量的承包商，然後把物流據點放在人力成本的低廉的石川縣，據傳這樣已經有了根據訂單銷售的數量，來減少營運的成本的可能。Outvision也依此類推（商店的庫存風險低）拓展代銷系統通路，由此一來將可以產生大量的商品流通。
1998年，成立線上影片網站「DMM」。1991年11月，成立「Digital Media Mart」公司（デジタルメディアマート），即現在的DMM。

### 拓展合作關係
自從2000年以來，即使公司照著常規路線運作，但是各地的銷售據點依舊顯得逐漸狹窄，於是開始轉換方向以重振這家國內獨立品牌的龍頭企業。像是跟原本屬於「Mr. President」（Mr.プレジデント）後來重組而成的綜合品牌「MOODYZ」以及單體系女優品牌「S1」等片商接觸。直到2006年5月之前，這些片商都沒外有積極地對外公開表示與北都集團之間的關係，然後同年6月發表聲明，在作品包裝內頁的總部位置已經被統一到「石川縣加賀市美岬町1番-1號AVC活動中心（製造商名稱）」。2007年8月發表聲明，總部位置已變更到「東京都澀谷區恵比壽4丁目5番28號惠比壽花園605號（製造商名稱）」。
另外集團相關的子公司DMM，也在背後快速的發展著，推動獨立品牌的圈地運動。先收購了「Attackers」、接著從SOD這個集團旗下片商「Dogma」的獨佔銷售開始，並且與「馬克思兄弟」、「桃太郎映像出版」、「TRY-HEART」、「Aroma（アロマ企画）」、「AVS」、「Aurora Project」等主要的片商加強合作關係，這些片商也成為了組織「Outvision」集團的主要力量。
2005年4月，公司開始發行「IdeaPocket」的出租商品。10月，旗下的子公司「TIS」全面進入租賃部門。從2006年7月「桃太郎ピクチャーズ」（桃太郎映像出版的租賃部門）開始由TIS負責營運。

### 發展周邊活動
一直以來，倫理審査團體為日本倫理審査協會（如JEJA、日倫）所屬（主要都是外部製造商例外）。實質上則是自我管理，2007年7月，審查職權轉移至「視覺軟體內容産業合作社」（VSIC）。
2007年12月到2008年1月這段期間集團所舉行的活動「AV OPEN」，是由贊助商「AV OPEN事務局」以及GOT、Digital Media Mart、TIS等4家公司共同舉辦。
2008年11月，集團資本額由4500萬日圓減少至3000萬日圓（12月登記註冊）。
2009年6月開始，一些廣播電臺展開製作計畫，贊助提供專屬AV女優演出廣播節目（見下文）。11月，原本的公司名稱從北都集團（株式会社北都）更名為CA集團（株式会社CA）。

## 公司服務項目
1.視訊設備、光碟設備、家用電腦及相關設備。以及視訊軟體、光碟、家用電腦遊戲軟體和光碟的的生產銷售。
2.玩具銷售。
3.經營視訊軟體的連鎖加盟體系，以及光碟、家用電腦遊戲軟體和招募光碟銷售業務的商人和掌握商人軟體企業。
4.房地產買賣，租賃，管理，業務涉及到調解，或類似的交易。
5.公司的經營管理和銷售活動以及相關的人力資源發展教育及培訓。
6.首飾，貴金屬製品，日用品雜貨進口和出口業務。
7.古董買賣業。
8.出版業。
9.電影及影片的製作，編輯業務的銷售和策劃銷售代理業務，以及諮詢服務。
10.CD-ROM的生產跟銷售。
11.廣告和宣傳代理業務。
12.寫真攝影業務。
13.各種活動的規劃、生產、經營、管理。
14.各種活動，展覽會，跟活動有關的事件規劃，如促銷，計劃，現場管理，實施管理工作的契約。
15.上述項目附帶相關的所有業務。
※ 2011年11月30日變更，2011年12月5日登記

## Outvision Group的主要製造商

### 內部製造商

#### 專屬女優製造商
- MOODYZ（2000年9月開始營運） 官方網站（页面存档备份，存于）
- IdeaPocket（2002年開始成立） 官方網站（页面存档备份，存于）
- S1（2004年11月設立） 官方網站（页面存档备份，存于）
- PREMIUM（2006年3月設立） 官方網站（页面存档备份，存于）

#### 單體女優製造商
- Wanz Factory（「中出」單體女優製造商）（2000年3月成立，2013年開始營運） 官方網站（页面存档备份，存于）
- E-BODY（各類單體女優製造商）（2007年設立） 官方網站（页面存档备份，存于）
- kira☆kira（「辣妹」專門製造商）（2007年1月設立）官方網站（页面存档备份，存于）
- MUTEKI（日语：MUTEKI）（「藝人」専門製造商）（2008年9月設立） 官方網站（页面存档备份，存于）
- BeFree（「Cosplay」單體女優製造商）（2008年10月設立） 官方網站（页面存档备份，存于）
- 痴女天堂（日语：痴女ヘブン）（「痴女」專門製造商）（2008年12月設立、2015年11月變更名稱[6]）官方網站（页面存档备份，存于）

#### 熟女、人妻專門製造商
- Madonna（2003年12月設立）官方網站（页面存档备份，存于）
- 溜池GORO（2006年2月從MOODYZ獨立） 官方網站（页面存档备份，存于）
- Fitch（日语：Fitch）（2011年5月從Madonna獨立） 官方網站（页面存档备份，存于）
- 熟女はつらいよ（2013年8月設立） 官方網站

#### 美少女專門製造商
- kawaii*（「女大學生」專門製造商（2006年11月設立） 官方網站（页面存档备份，存于）
- 未満（「巨乳」少女製造商）（2006年12月設立） 官方網站（页面存档备份，存于）
- 無垢（「JK制服」美少女專門製造商）（2007年8月設立） 官方網站（页面存档备份，存于）
- ミニマム（「身高150公分以下少女」專門製造商）（2011年9月設立） 官方網站

#### 強姦、凌辱、SM專門製造商
- Attackers（「凌辱劇情」專門製造商）（2002年開始營運） 官方網站（页面存档备份，存于）
- V（「SM」專門製造商）（2006年10月設立） 官方網站（页面存档备份，存于）
- Das!（「強姦中出」專門製造商）（2007年設立）官方網站（页面存档备份，存于）
- えむっ娘ラボ（「M女」専門製造商）（2016年1月設立）官方網站（页面存档备份，存于）

#### 狂躁、戀物癖專門製造商
- OPERA（「戀屎癖」專門製造商）（2005年10月設立） 官方網站（页面存档备份，存于）
- OPPAI（「戀胸癖」専門製造商）（2008年4月設立） 官方網站（页面存档备份，存于）
- 乱丸（日语：乱丸 (アダルトビデオ)）（「淫亂」AV専門製造商）（2008年6月設立） 官方網站
- 変態紳士倶楽部（「按摩偷窺」専門製造商）（2015年4月設立） 官方網站（页面存档备份，存于）

#### 女同性戀專門製造商
- ビビアン（2014年5月設立）官方網站（页面存档备份，存于）

#### 企劃專門製造商
- RED（「素人獵豔」偷窺製造商）（2003年1月開始營運） 官方網站（页面存档备份，存于）
- KARMA（日语：カルマ (アダルトビデオ)）（「素人中出」製造商）（2004年10月設立） 官方網站（页面存档备份，存于）
- Rookie (成人影片製造商)（2009年3月設立） 官方網站（页面存档备份，存于）
- 本中（「中出」専門製造商）（2010年12月設立） 官方網站（页面存档备份，存于）
- ナンパJAPAN（「素人獵豔」専門製造商）（2013年12月設立） 官方網站（页面存档备份，存于）

### 外部製造商
- Dogma（「SM」專門製造商）（原屬SOD集團，2002年2月獨立。2002年4月開始營運） 官方網站（页面存档备份，存于）
- 宇宙企劃（素人女優製造商）（原屬SOD集團。2004年6月開始營運） 官方網站（页面存档备份，存于）
- MVG（「吞精」專門製造商）（2005年12月開始營運） 官方網站（页面存档备份，存于）
- 桃太郎映像出版（日语：桃太郎 (アダルトビデオ)）（企劃女優製造商） 官方網站（页面存档备份，存于）
- 妄想族（企劃女優製造商）（2006年4月開始經營） 官方網站（页面存档备份，存于）
- スカイハイエンターテインメント（2006年9月開始營運） 官方網站（页面存档备份，存于）
- Mr.IMPACT（2006年9月開始營運營）
- TRY-HEART（日语：トライハートコーポレーション）（2006年11月開始營運） 官方網站（页面存档备份，存于）
- RDC（2006年12月開始營運）
- アロマ企画（2006年12月開始營運） 官方網站（页面存档备份，存于）
- BRAVO（「男同性戀」專門製造商）（2007年1月設立） 官方網站（页面存档备份，存于）
- CineMagic（「BDSM」專門製造商）（2007年7月開始營運） 官方網站（页面存档备份，存于）
- シネマコーポレーション（エフエー映像出版プロダクト（FAプロ）的獨立部門） 官方網站
- EDGE（原屬MOODYZ的製造商後獨立）
- HHH集團（日语：HHHグループ） （2016年3月開始營運） 官方網站（页面存档备份，存于）
  - Hunter（原屬SOD集團）官方網站（页面存档备份，存于）
  - ATOM（同上）官方網站（页面存档备份，存于）
  - APACHE（日语：APACHE_(アダルトビデオ)）（同上）官方網站（页面存档备份，存于）
  - お夜食カンパニー（從妄想族移籍。）
  - ゴールデンタイム　官方網站（页面存档备份，存于）
- JHV（2016年4月開始營運）
  - Alice Japan （單體女優製造商）（1986年4月成立）官方網站（页面存档备份，存于）
  - Max-A （單體女優製造商）（1992年5月成立）官方網站（页面存档备份，存于）

### 過去曾經存在的製造商
- みるきぃぷりん（2003年12月開始營運） 官方網站
- ウエストメディア（2004年5月開始營運）
- ハメックス（2004年12月開始營運）
- 馬克思兄弟（2004年12月開始營運，與妄想族合併） 官方網站
- style art（2005年5月從MOODYZ獨立。2006年4月與妄想族合併） 官方網站
- CROSS（2005年11月開始發行） 官方網站
- SHINODA PROJECT（日语：しのだプロジェクト）（2006年3月設立）
- YeLLOW（2006年3月開始營運） 官方網站
- 大蔵映像（2006年7月開始營運）
- ひまわり企画（2006年11月設立）
- Beauty-Jav（2006年12月設立） 官方網站
- A-BOX（2007年3月設立）
- ANIMALIJO（2007年7月設立）
- カッコイイ!（2007年8月設立）
- アンナと花子（「女同性戀」専門製造商）（2008年3月設立） 官方網站
- Kichu（2008年4月設立）
- 胸キュン喫茶（2008年7月設立） 官方網站
- 美（2008年12月設立，後改名癡女天堂）
- 東京スペシャル（「偷窺」専門製造商）（2009年10月設立） 官方網站
- ZUKKON/BAKKON（日语：ズッコン/バッコン）（「亂交」専門製造商）（2012年5月設立）官方網站
- キャンディ（2013年1月設立） 官方網站
- teamZERO（2013年10月設立） 官方網站
- ヤリマン伝説（2016年1月設立） 官方網站
- クンカ（2016年2月設立） 官方網站

## 線上遊戲
- キャバ王〜キャストは全員AV女優〜　※レーベル：AV GAMES
- ガーディアン・ミストレス　※レーベル：AV GAMES
- 先生、学校でしようよ！　※レーベル：AV GAMES
- ハーレムオブパイレーツ　※レーベル：AV GAMES
- 特命！ハメまくりカンパニー　※レーベル：AV GAMES
- 戦国愛撫～CHIGIRI～　※レーベル：AV GAMES
- 美少女全鑑☆キャンパス編　※レーベル：AV GAMES
- おっぱい大戦〜おっぱいぜんぶオレのモノ！〜 ※レーベル：AV GAMES 2016年4月28日結束。
- AVアイドルグランプリ　※2016年4月28日結束。
- SPYコレクション〜すぱコレ〜　※レーベル：AV GAMES　2016年6月30日結束。

## 二次元業務

### CAMMOT
OVA
- Holy Knight（企画・製作、2012年）

電視動畫
- ゴクジョッ。〜極楽院女子高寮物語〜（製作、2012年）
- ぬっこ。（MMDGPとの共同製作、2012年）

國內手機遊戲
- ヴァンハント～Holy Knight～（製作、2014年）

### COSMOS
OVA
- ぺろぺろてぃーちゃー（2014年）

18禁成人遊戲
- ぺろぺろ☆てぃーちゃー ～ダメダメお兄ちゃんとコスプレえっち～

## 電視劇

### LOVE PLACE
CA集團的愛情電影事業。
- 儚き片想い 外野の恋
- 儚き片想い ピュアラブ
- 運命の赤い糸 冬の花火
- 運命の赤い糸 幼馴染
- 本気だから言えない 恋する女子のHOW TO SEX vol.1
- 幸せのカタチ 外野の恋 番外
- モトサヤ No SEX ≠ No LOVE？ もっと私を見てほしい
- ハツコイヲキミト 恋愛ごっこ続編
- サマーシンデレラ-私を変えた7日間-
- Secret Agency あなたの妄想叶えます
- 恋愛jp × Love Place 恋愛処方箋
- 卒業、君と別れ…
- HONEY TRAP ～試された絆～ 君が教えてくれたコト
- Dear Friend ～俺たちの帰る場所～ 俺とあいつと君と僕
- BITTER & HONEY ホントの恋はbarにある
- 漫画実写化 どっちもどっち フェロモン系モテ男 VS インテリドS王子
- 漫画実写化 飴とキス

## 贊助節目
※ 在兩個節目都以S1 No.1 STYLE的名義，但是CM只跟著「DMM.com」。
- ぶっちゃけTALK RADIO ギリ☆モザ（ラジオ大阪、2009年6月 - 2010年4月）
- パコパコ☆イカnight|カンニング竹山 with S1ガールズ パコパコ☆イカnight（文化放送、2009年10月 - 2010年10月）

## 新聞
- 「アダルトビデオから証券に進出したDMMの正体」…雑誌『月刊BOSS』2010年1月号掲載の、金沢誠によるコラム。DMM.com証券をはじめ、CA（記事内は「北都」表記）・DMMグループについて、一通りつづられている。
- ウェブ版：Yahoo!オンビジネス - アダルトビデオから証券に進出したＤＭＭの正体（2010年2月4日掲載。リンク先は、Googleキャッシュ）

## 外部連結
- 官方网站
- CA集團的X（前Twitter）
- Outvision